# RAM Café 2 Lounge & Chillout
RAM Café 2 Lounge & Chillout – drugi z serii albumów wchodzących w skład RAM Café, wydany w 2007 roku.
16 stycznia 2008 składanka uzyskała status złotej płyty, a 29 listopada 2011 – platynowej. Wydanie składa się 2 krążków CD i zawiera 31 utworów. Wyboru utworów dokonał Piotr Bartyś.

## CD1
1. Le D. feat. Rene y Rene - It's Impossible - 3:24
2. David Ferrero - House Flavor - 4:21
3. Carmen McRae With The Dave Brubeck Quartet - Take Five - 2:15
4. Martini Lizards - Most Beautiful Girl In The World - 4:39
5. Inger Marie Gundersen - One - 5:37
6. Me Myself And I - Takadum - 3:56
7. Trio Mocoto - Nao Adianta - 4:04
8. Freddie Cruger - Something Good - 3:41
9. De Phazz - Hell Alright - 3:11
10. Digit All Love - Candy Castle - 4:23
11. Phonique (feat. Erlend Oye) - For The Time Being - 6:53
12. Slow - Little By Little - 5:51
13. Zerosospiro - Conversazione - 2:26
14. Club Des Belugas - Let Love Lead The Way - 5:24
15. John Martyn - One World - 8:33
16. Ennio Morricone - Cinema Paradise - 1:53

## CD 2
1. Joe Strummer & The Mescaleros - Mondo Bongo - 6:05
2. Laine - San't Ar Livet - 4:33
3. Tape Five - La passifleur - 5:16
4. Oszibarack - Toss Your Lasso - 3:25
5. Piper - Downtown (Gabin Remix) - 3:22
6. Susanna And The Magical Orchestra - Love Will Tear Us Apart - 4:54
7. The Beauty Room - Visions Of Joy - 4:27
8. Dr. No (feat. Karolina Kozak) - Why Wouldn't You - 3:57
9. Dj Jazzy Jeff - For Da Love Of Da Game (instrumental) - 5:01
10. Mariija - There's No One - 3:33
11. Flower Of Cables - Alright - 4:30
12. Blue Beat - Dans Le Soleil - 4:57
13. JoJo Effect - Il Ne Reste Rien - 4:39
14. Palle Mikkelborg - Ultimate Tears - 8:08
15. Donavon Frankenreiter - Beautiful Day - 3:27